# Ilija Arnautović
Ilija Arnautović (srbsko Илија Арнаутовић), slovenski arhitekt srbskega rodu, *7. julij 1924, Niš, Srbija, † 23. januar 2009.
Študiral je v Pragi in Ljubljani pri Edu Ravnikarju. Znan je po številnih, zlasti stanovanjskih projektih v času slovenskega socializma (1960-81), ki jih je projektiral Biro Gradbenega podjetja Obnova, katerega je večino časa (do 1983) tudi vodil.
- 1953 vrstne hiše v Kočevju (soavtor Stanko Kristl)
- 1954-55 Gospodarsko razstavišče v Ljubljani (glavni projektant Branko Simčič)
- 1959 lastna hiša na Peričevi v Ljubljani
- 1962 nebotičniki ob Linhartovi cesti, Savsko naselje, Ljubljana (glavni avtor Milan Mihelič)
- 1963-66 stanovanjske hiše z ateljeji v Podgori pri Šentvidu (Ljubljana)
- 1965-71 Stanovanjski bloki Jugomont v Savskem naselju (na Črtomirovi, Topniški in Neubergerjevi ulici) v Ljubljani (soavtorji Marjan Sežun, Franc Kukovič, Marjan Maček, Tomaž Železnik)
- 1967 3-nadstropna stanovanja v Šišenski ulici, Ljubljana in soseska SŠ-6 (soavtorji Aleksander Peršin, Janez Vovk, Aleš Šarec idr.)
- 1970-1974 Blok 28 (Beograd) z znamenitim blokom "Televizorka"
- 1972–76 Stanovanjski bloki in stolpnice v Domžalah, soavtorji (Franc Kukovič, Marjan Sežun, Olga Zajec).
- 1973 štirje stanovanjski stolpiči, imenovani »slepi Janez« na Šišenski ulici, Ljubljana (soavtor Tomaž Železnik idr.)
- 1977 4-nadstropni stanovanjski bloki v Bežigrajski soseski 3 (BS3), Ljubljana (soavtorji: Mitja Jernejec, Vesna Ferluga, Andrej Zupančič idr.)
- 1981 nebotičniki na Vojkovi ulici, Bežigrajska soseska 3 (BS3), Ljubljana (soavtorja Nastja Sajovic, Marjan Maček)[3]
- 1983–1986: Zhun II, Oran, Alžirija